# اندیس کارون رود ۱
کارون رود ۱ یک اندیس فلزی است که در حوالی شهر اردل استان چهارمحال و بختیاری قرار دارد و مادهٔ معدنی موجود در آن، مس است.  